# Ensemble Fσ

En mathématiques et, en particulier, en topologie, un ensemble Fσ (lire « F sigma ») est une union dénombrable d'ensembles fermés.
La notation introduite par Felix Hausdorff vient du français, le F désignant un fermé et le σ désignant une somme ou une union. La notation Fσ est équivalente à celle de {\displaystyle \Sigma _{2}^{0}} utilisée dans la hiérarchie de Borel.

## Propriétés
- L'union dénombrable d'ensembles Fσ est un ensemble Fσ et l'intersection finie d'ensembles Fσ est un ensemble Fσ.

- Le complémentaire d'un ensemble Fσ est un ensemble Gδ[1].

## Exemples
- Chaque ensemble fermé est un ensemble Fσ.

- L'ensemble {\displaystyle \mathbb {Q} } des rationnels est un ensemble Fσ dans l'ensemble {\displaystyle \mathbb {R} } des réels muni de sa topologie usuelle. En revanche, l'ensemble  {\displaystyle \mathbb {R} \setminus \mathbb {Q} } des irrationnels n'est pas un ensemble Fσ dans l'ensemble {\displaystyle \mathbb {R} } des réels muni de sa topologie usuelle.

- Dans un espace métrisable, chaque ensemble ouvert est un ensemble Fσ[2].

- Dans un espace T1, chaque ensemble dénombrable est un Fσ car un point {\displaystyle {x}} constitue un ensemble fermé.

- L'ensemble {\displaystyle A} de tous  les points {\displaystyle (x,y)} du plan cartésien tels que {\displaystyle x/y} est rationnel est un ensemble Fσ parce qu'il peut s'exprimer comme l'union dénombrable de toutes les droites passant par l'origine avec une pente rationnelle :

{\displaystyle A=\bigcup _{r\in \mathbb {Q} }\{(ry,y)\mid y\in \mathbb {R} \},} où {\displaystyle \mathbb {Q} } est l'ensemble des rationnels, qui est un ensemble dénombrable.